# Caterina di Svezia
Caterina di Svezia, al secolo Katarina Ulfsdotter (1331 circa – Vadstena, 24 marzo 1381), è stata una religiosa svedese dell'Ordine del Santissimo Salvatore. Nel 1484 è stata proclamata santa da papa Innocenzo VIII.

## Biografia
Katarina Ulfsdotter, divenuta in seguito santa Caterina di Svezia, era la secondogenita degli otto figli di santa Brigida di Svezia. Nata nel 1331, dopo essersi unita in matrimonio in giovanissima età, contro il suo volere, con il nobile Edgar  von Kyren, di comune accordo con lo sposo fece voto di castità, imitata dal marito.
Mentre si trovava a Roma con la madre, in occasione della celebrazione dell'Anno Santo, apprese la notizia della morte del marito. Declinando ogni proposta di matrimonio, da quel momento partecipò con totale dedizione all'intensa attività religiosa di Santa Brigida, che era rimasta vedova sei anni prima e che aveva creato in Svezia, a Vadstena, una comunità di tipo cenobitico, per accogliervi in conventi di clausura separati uomini e donne sotto una regola di vita religiosa ispirata al modello di San Bernardo di Chiaravalle.
Dopo lunghi pellegrinaggi condotti con la madre, tra gravi pericoli dai quali le due sante, secondo la tradizione, si sarebbero salvate per intervento soprannaturale, Caterina, dopo la morte di Santa Brigida, avvenuta il 23 luglio 1373, nel 1375 entrò nel monastero di Vadstena, dove nel 1380 venne eletta badessa.
Caterina dedicava fino a quattro ore al giorno alla preghiera e meditazione della Passione di Gesù in merito al quale Brigida aveva scritto le Orazioni.
Dopo aver promosso il consolidamento delle Suore del Santissimo Salvatore (poi chiamate brigidine), a Roma, dove si era recata per il processo di canonizzazione della madre, Caterina, secondo una tradizione leggendaria, avrebbe salvato miracolosamente la città dalla piena del Tevere. L'episodio è raffigurato in un quadro che si trova nella cappella a lei dedicata nell'abitazione di piazza Farnese.
È stata proclamata santa da papa Innocenzo VIII nel 1484. La memoria liturgica è il 24 marzo.